# Riaan Botha
Riaan Johannes Botha (* 8. November 1970 in Pretoria) ist ein ehemaliger südafrikanischer Stabhochspringer.
Bei den Afrikameisterschaften gewann er 1992 in Belle Vue Maurel Bronze und 1993 in Durban Silber.
Bei den Weltmeisterschaften 1995 in Göteborg schied er in der Qualifikation aus, und bei den Olympischen Spielen 1996 in Atlanta kam er auf den 14. Platz.
1997 wurde er Vierter bei den Hallenweltmeisterschaften in Paris und scheiterte bei den Weltmeisterschaften in Athen ohne gültigen Versuch. 1998 wurde er Fünfter beim Weltcup in Johannesburg und siegte bei den Commonwealth Games in Kuala Lumpur.
1991, 1992 und 1996 wurde er Südafrikanischer Meister.

## Bestleistungen
- Stabhochsprung: 5,91 m, 2. April 1997, Pretoria
  - Halle: 5,75 m, 8. März 1997, Paris